# Prairie du Rocher
Prairie du Rocher is een plaats (village) in de Amerikaanse staat Illinois, en valt bestuurlijk gezien onder Randolph County.
In de jaren 1720 werd een katholieke missiepost geopend voor de indianen door Franse missionarissen vanuit Quebec. In 1765 werd dit een parochie. De Franse sulpiciaan Gabriel Richard was hier parochiepriester van 1793 tot 1798. Nadat hij naar Michigan was getrokken, werd hij opgevolgd door Donatian Olivier (1799-1827).

## Demografie
Bij de volkstelling in 2000 werd het aantal inwoners vastgesteld op 613. In 2006 is het aantal inwoners door het United States Census Bureau geschat op 583, een daling van 30 (-4,9%).

## Geografie
Volgens het United States Census Bureau beslaat de plaats een oppervlakte van 1,5 km², geheel bestaande uit land. Prairie du Rocher ligt op ongeveer 173 m boven zeeniveau.

## Plaatsen in de nabije omgeving
De onderstaande figuur toont nabijgelegen plaatsen in een straal van 16 km rond Prairie du Rocher.